# دوزولو
دوزولو (به ایتالیایی: Dosolo) یک کومونه در ایتالیا است که در استان منتووا واقع شده‌است.

## خصوصیات
دوزولو ۲۶٫۰ کیلومترمربع مساحت و ۳٬۲۶۵ نفر جمعیت دارد و ۲۵ متر بالاتر از سطح دریا واقع شده‌است.